# Philip Taminiau
Philippus Lodevicus Marcus Maria Taminiau (Utrecht, 9 december 1874 – Tilburg, 13 september 1940) was een Nederlands arts die in het begin van de twintigste eeuw praktijk hield in Tilburg. Hij was vanaf 1927 voorzitter van de Wetenschappelijke Kring Tilburg (WKT). Daarnaast staat Taminiau bekend om zijn inspanningen voor een goed ziekenfonds voor iedereen. In de helft van Taminiaus voormalige praktijk annex woonhuis is anno 2011 een uitgaanscafé gevestigd dat naar de arts is vernoemd. De andere helft van het kapitale pand aan de Heuvel in Tilburg is, na losgezaagd te zijn, gesloopt voor de aanleg van de Heuvelring.
Taminiau was een groot tegenstander van een abonnementensysteem in het ziekenfonds, waarbij zorgverleners een vast bedrag krijgen. Philip Taminiau heeft een groot deel van zijn leven gestreden voor een verrichtingensysteem, waarbij zorgverleners worden betaald per behandelde patiënt. Ondanks de inzet van Taminiau werd begin jaren 30 het abonnementensysteem voor het ziekenfonds ingevoerd in Tilburg.